# 桃坑梯云桥
桃坑梯云桥，是位于中国福建省宁德市柘荣县东源乡桃坑村的一个清代古建筑，2011年7月入选第八批柘荣县文物保护单位。
桃坑梯云桥是柘霞古驿道上的一座单孔石拱桥，南北横跨桃坑溪，长23.6米，宽4.4米，高10.05米，其中拱跨11米，矢高9.2米，桥两侧有石质栏杆，东侧栏板上刻有石桥的建造年份等信息，南侧有九级台阶连接桥面。目前桥栏部分倒塌，桥身保存较好，桥口有一对石狮在20世纪90年代被盗。